# Wapen van Dodewaard

Het wapen van Dodewaard toont het wapen van de voormalige gemeente Dodewaard. Het wapen werd volgens Koninklijk Besluit aan de gemeente verleend op 1 maart 1924. De omschrijving luidt:
"In zilver een vrijkwartier van azuur, bezaaid met staande blokjes van goud en beladen met een gouden leeuw, getongd en genageld van keel; het schild gedekt met een gouden kroon van drie bladeren en twee parelpunten."

## Geschiedenis
Het vrijkwartier bestaat uit het wapen van Gelre zoals het tussen 1236-1339 gevoerd werd, ter herinnering aan de graven van Gelre, destijds eigenaren van Dodewaard. Op 1 januari 2002 werd de gemeente opgeheven en ging op in de gemeente Kesteren. Op 1 april 2003 werd de gemeentenaam gewijzigd in Neder-Betuwe. De Gelderse leeuw van Dodewaard werd (gespiegeld) opgenomen op het eerste kwartier van het Wapen van Neder-Betuwe.

## Verwante afbeelding

Wapen van Neder-Betuwe